# Berenguer de Sos
Berenguer de Sos va ser president de la Generalitat de Catalunya entre els anys 1479 i 1482. La família Sos apareix referenciada com a comerciants i polítics des de començament del segle xv. Va assistir a diverses corts generals: Barcelona (1454), Lleida (1460), Perpinyà (1473) i Barcelona (1480), i va estar del costat reial durant la guerra civil catalana. La seva bona relació amb els Trastàmara va començar amb Joan II i ho fou també amb Ferran II d'Aragó qui el nomenà membre del seu consell el 4 de juny de 1477. El 22 de juliol de 1479 fou nomenat per al trienni com a president de la Diputació. Quan ja era canonge degà de la seu de Barcelona, fou elegit arquebisbe de Sàsser el 19 de gener de 1481.